# Movimiento 13 de marzo
El Movimiento Social Universitario 13 de marzo, Movimiento 13 o simplemente M-13 es una organización social, política y estudiantil originaria de la ciudad de Mérida, Venezuela, la cual hace vida dentro de la Universidad de Los Andes, máxima casa de estudios de la región andina.
Representa una de las mayores fuerzas estudiantiles de la ciudad, hecho que puede apreciarse en la cantidad de representantes ante los diversos órganos de co-gobierno estudiantil, así como en los centros de estudiantes que conforman el alma mater merideña, llegando inclusive a estar representada en la Federación de Centros Universitarios de la ULA, a la cual llegaron recientemente en el año 2008 de la mano de otras organizaciones afines.
Es miembro pleno de Operación Soberanía y de la Junta Patriótica Estudiantil y Popular, así como del Movimiento estudiantil venezolano; en la actualidad está conformado por estudiantes, profesores, empleados, obreros y egresados de la Universidad de Los Andes, así como miembros de la sociedad civil quienes ven dicha agrupación social como una organización que lucha por los derechos humanos.

## Origen
El viernes 13 de marzo de 1987, la ciudad de Mérida fue sacudida por un fuerte acontecimiento, en las inmediaciones de la avenida 4 "Bolívar" ocurrió un hecho muy particular puesto que se apagaría la vida de un joven merideño estudiante de la facultad de ingeniería de la Universidad de Los Andes, quien se encontraba en su caravana de grado;[cita requerida] Luis Carvallo Cantor era el nombre de este joven quien caería sin vida a causa de un malentendido y gesto de intolerancia por parte de un abogado dueño de la casa en donde Carvallo Cantor estuviera orinando minutos previos de su deceso.
A raíz de este hecho un grupo de estudiantes de la ULA se unieron en razón de protesta repudiando tan vil hecho, lo cual terminó en una revuelta social conocida por muchos como el marzo merideño.
Es a partir de esta fecha que un grupo de líderes juveniles entre ellos Freddy Yépez, Esteban Padovani, Carlos Méndez, Caracciolo León, Rómulo Canelón, entre otros, aglutinarían fuerzas como una organización social enfocada en defender los derechos de los estudiantes y los derechos del pueblo, formando lo que ellos denominaron Una maquinaria de fuerza universitaria bajo el nombre de Movimiento 13 de marzo.

## Ideales
- Autonomía Universitaria.

- Defensa de los Derechos Humanos.

- Libertad de Expresión.

- Reivindicaciones Estudiantiles.

- Reivindicaciones Sindicales.

- Igualdad de clases y géneros.

### Ideología Política
Desde sus inicios el Movimiento 13 de marzo ha mantenido independencia político-partidista, dejando la decisión de militar en algún partido político al libre albedrío de sus simpatizantes, lo que se evidencia en la diversidad de militancia de sus integrantes: Acción Democrática, Movimiento de Izquierda Revolucionaria, Movimiento Al Socialismo, Movimiento V República, Bandera Roja, PODEMOS, Patria Para Todos, Un Nuevo Tiempo, Avanzada Progresista, Primero Justicia, Voluntad Popular, Alianza Bravo Pueblo, Vente Venezuela, entre otros, siendo en su mayoría de tendencia de izquierda, sin embargo en la actualidad su tendencia ha virado circunstancialmente hasta la realidad que se vive hoy día en Venezuela, encontrándose vinculada con partidos de centroizquierda como Voluntad Popular y de centroderecha como Vente Venezuela. En la actualidad están representados en la tarjeta de Alianza Generacional (AGEN) partido político regional del estado Mérida.

## Actualidad
Hoy día el conocido movimiento estudiantil forma parte del conjunto de organizaciones políticas, ONG, movimientos campesinos, asociaciones gremiales y demás instituciones que se oponen al llamado "Socialismo del siglo XXI" proyecto político liderizado por el fallecido presidente Hugo Chavez y hoy comandado por Nicolás Maduro y Diosdado Cabello, siendo protagonistas de hechos como:
- Huelga de Hambre en la sede del PNUD, Caracas.[4]

- Huelga de Hambre en la sede del Rectorado de la Universidad de Los Andes, Mérida, Venezuela, en los años 2009 y 2013.

- Huelga de Resistencia y encadenamiento en la sede de la Embajada de Cuba en Caracas, Venezuela en el año 2013.[5][6][7]

- Huelga y encadenamiento en las inmediaciones de la sede de la Dirección Ejecutiva de la Magistratura del Tribunal Supremo de Justicia ubicada en Chacao, Venezuela en el año 2013.[8][9][10][11][12]

- Marchas Estudiantiles en las Ciudades de Mérida, Ejido, San Cristóbal, Tovar, Valera, El Vigía y Trujillo.

- Protestas por las reivindicaciones estudiantiles.

- Protestas por la liberación de los presos políticos de Venezuela durante la gestión presidencial de Hugo Chávez, así como la amnistía de los perseguidos políticos, hoy exiliados y en la espera de regresar a su patria.

- Ingreso de la Ayuda Humanitaria solicitada por el Presidente Interino de Venezuela Juan Guaidó a través de la Frontera Colombo-Venezolana por los Puentes Internacionales Simón Bolívar y Francisco De Paula Santander, misión a cargo de la Coalición de Ayuda y Libertad Venezuela de la cual forman parte Lawrence Castro, Villca Fernández, Gaby Arellano, Carlos Alfredo "Pancho" Ramírez, Omar Lares, Joan Manuel Gómez, entre otros líderes del estado Mérida.

- Protestas de calle originadas los días 5 de enero en la Ciudad de Mérida[13][14][15] y 4 de febrero en la Ciudad de San Cristóbal,[16] tras la muerte del Bachiller Hector Moreno de la ULA-Mérida y el intento violación de una estudiante de la ULA-Táchira respectivamente, protesta a la cual se le sumaron distintas ciudades del país como Caracas, Valencia, Barquisimeto, Maracay, Maracaibo, Puerto Ordaz, Punto Fijo, Margarita, entre otras, esto luego de la convocatoria de líderes de la oposición venezolana como Antonio Ledezma, María Corina Machado y Leopoldo López[17][18] a una protesta nacional denominada La Salida y/o 12F.

## Personajes destacados
Desde su fundación el movimiento 13 ha contado en sus filas con dirigentes estudiantiles y gremiales que han trascendido local como nacionalmente, algunos ocupando cargos de representación en instancias tanto universitarias como nacionales, además de otros quienes a pesar de no alcanzar con tales distinciones lograron destacar por su participación activa en el ámbito político como Freddy Yépez, Carlos Mendez, "Coco" Casanova, Inder Marquez, Esteban Padovani, José Rafael Basto, Marcos Pino, Carlos León, Nixa Martinez, Jorge Bastidas Canelones, Carlos Gómez, Pedro Fernández, Cesar Rojas, Augusto García, Olivia Rondón, Marlón Vera, Héctor Cruces, Emmanuel Contreras, Edwin Torres, Joan Manuel Gómez, Karla Ibarra, Junnior Muñoz, Guillermo Carpio, Eloy Hernández, Rafael Mora, Luis Parra, Yoniber Salas, Rodney Guerrero, Luis Ovalles, Henyuri Durán, Ali Peña, Claren Ramírez, Ana Velazco, Arienne Chicata, entre otros, sin embargo se pueden resaltar los siguientes.
- Romulo Canelón †: miembro fundador.

- Carlos Mendez: miembro fundador.

- Alfonso "Caracciolo" Léon: miembro fundador del movimiento 13 de marzo y expresidente de la FCU-ULA.

- Alirio Arroyo expresidente del Centro de Estudiantes de FACES, Ex Consejero de Facultad, Ex Consejero Universitario, Exsecretario de Reivindicaciones de la FCU, Actual Secretario General del Partido Alianza Generacional y uno de los fundadores del partido.

- Eric Uzcategui: Secretario de Control y Disciplina de la F.C.U durante la gestión de Nixon Moreno, ocupó el cargo de representante estudiantil ante el CU-ULA, es miembro fundador del Partido Regional Alianza Generacional, miembro de la Junta Directiva del Sindicato de Profesionales y Técnicos de la ULA (SIPRULA), desde mayo de 2019 es Director de la Fundación para el Desarrollo de la Cultura en el estado Mérida. Miembro Fundador del partido Alianza Generacional

- Joan Manuel Gómez: Exsecretario de Control y Disciplina y Expresidente del Centro de Estudiantes de la Escuela de Bioanálisis, Ex Consejero de Departamento de Microbiología y Parasitología de la Facultad de Farmacia y Bioanálisis, exdirigente de Acción Democrática y actual miembro del Equipo Regional de Voluntad Popular Mérida. Miembro de la Junta Patriótica, Operación Soberanía, Frente de Defensa de la Constitución y la Democracia, exsecretario ejecutivo del Bloque Intergremial Sindical Mérida, fundador del Frente Amplio Mérida Libre y Director de Redes de Salud Hospitalaria y Ambulatoria del Estado Mérida desde enero de 2019.

- Nixon Moreno: expresidente de la FCU-ULA en dos períodos, fue refugiado en calidad de perseguido político en la sede de Nunciatura Apostólica Venezolana, a la cual solicitó un asilo diplomático, solicitud que le fue aprobada pero a causa de la negativa por parte del entonces ministro de Interior y Justicia de concederle el salvoconducto se escapó en la clandestinidad. Hoy día es exiliado político en Panamá.

- Carlos Alfredo "Pancho" Ramírez: estudiante de Derecho, exrepresentante estudiantil ante la Dirección de Deportes, excandidato a la Presidencia(Adjunta) de la FCU-ULA (2014) y ex-preso político del Gobierno de Nicolás Maduro. fundador del partido alianza generacional
- Eloy Hernandez actual presidente del centro de estudiantes de Administración y Contaduría y representante estudiantil ante el consejo de facultad de la FACES. fundador del partido alianza generacional

### Exmilitantes Destacados
- Gaby Arellano: fue representante estudiantil ante la comisión electoral de la Universidad de Los Andes y actualmente es representante estudiantil ante el CU-ULA, además de ser activista del partido político Voluntad Popular y diputada a la Asamblea Nacional de Venezuela.

- Omar Ruiz: expresidente de la FCU-ULA y director de mantenimiento de la ULA.

- Lawrence Castro : exrepresentante estudiantil ante el CU-ULA; luego de abandonar las filas del movimiento 13 de marzo fundo el movimiento Equipo 10 y en la actualidad es diputado al Parlasur y miembro de la dirección nacional del partido Voluntad Popular.

- Macarena González: exrepresentante estudiantil ante el CU-ULA, expresidenta del Centro de Estudiantes de la Escuela de Derecho, co-fundadora del movimiento Equipo 10 y en la actualidad es miembro de la dirección regional del partido Voluntad Popular en el estado Lara.

- Golfredo Morett: exrepresentante estudiantil ante el Consejo de FACIJUP, co-fundador del movimiento Equipo 10 y en la actualidad es miembro de la dirección regional del partido Voluntad Popular en el estado Mérida y Concejal del Municipio Libertador. (No consiguió cargos siendo militante del movimiento 13)

- Aimara Rivas: expresidenta adjunta de la FCU-ULA y representante estudiantil ante el CU-ULA. En la actualidad es militante del movimiento universitario 100% Estudiantes, el cual fundo tras su salida del movimiento 13 de marzo, además es militante del partido Un Nuevo Tiempo.

- Villca Fernández: exsecretario general de la FCU-ULA y exrepresentante estudiantil ante el CU-ULA, además de ser el fundador del movimiento estudiantil Liberación 23, el cual organizó luego de su expulsión del movimiento 13 de marzo.

- Eloi Araujo: secretario general de la FCU-ULA, representante estudiantil ante el Consejo de FACIJUP y co-fundador del movimiento estudiantil Liberación 23

### Presos, Perseguidos y Exialiados
Derivado de las acciones de calle y declaraciones en los medios la mencionada organización cuenta con diversos militantes en condición de persecución, presos y exiliados por razones políticas:
- Nixon Moreno - Perseguido.
- Carlos Alfredo "Pancho" Ramírez - Ex Preso
- Merino Rojas - Ex Preso
- Carlos "Apio" Briceño - Ex Preso
- Gabriel Torres - Exiliado
- Rafael Cuevas - Ex Preso
- Villca Fernández- ex Preso y desterrado de Venezuela.

### Divisiones
De las filas del movimiento 13 de marzo se han originado las siguientes organizaciones
- IDEAS
- 100% Estudiantes ULA
- Equipo 10
- Soy ULA
- Liberación 23
- DAU

## Gobierno Universitario
Desde su creación en 1987 ha logrado grandes victorias electorales en las diferentes contiendas realizadas en el seno democrático en su casa de estudios, llegando a tener tres presidentes de la Federación de Centros de Estudiantes Universitarios (FCU) en distintas oportunidades, siendo estos: Alfonso "Caracciolo" Léon, Omar Ruiz y Nixon Moreno.

### Elecciones Estudiantiles 2007
En el año 2007 luego de una fuerte campaña para la renovación de los cargos de co-gobierno universitario, y tras la fraudulenta suspensión de las elecciones estudiantiles en el año 2006, el movimiento 13 impulsó el desarrollo de las elecciones junto a otros factores contrarios al entonces presidente de la F.C.U. Jehyson Gúzman (Utopías 78/MVR), logrando alzarse con 3 cargos en el C.U. máximo ente, siendo Alfredo Contreras (Facultad de Ciencias Económicas y Sociales) y Lawrence Castro (Facultad de Ciencias Jurídicas y Políticas) sus abanderados.

### Elecciones Estudiantiles 2008
Lograron ascender de nuevo al poder en las elecciones convocadas en el año 2007, esta vez de la mano de una gran coalición estudiantil formado entre otros por los movimientos: 20, DCU, Justicia Universitaria, Formula 1, Movimiento 27, DCU2, entre otros, esto luego de que el entonces candidato de la "Trece" Alfredo Contreras declinará junto a su similar Alirio Zambrano de la "Veinte", ambos a favor de la dupla Liliana Guerrero (M-20) a la Presidencia, Aimara Rivas (M-13) a la Vicepresidencia y Villca Férnandez a la Secretaria General En estas mismas elecciones el Movimiento 13 de marzo se alzaría con victorias en los Centros de Estudiantes de Economía, Administración y Contaduría, Estadística, Letras, Idiomas Modernos, Nutrición y Dietética, Bioanálisis y Farmacia, además de los Centros de Estudiantes de la Escuela de Derecho y de la Escuela de Odontología los cuales fueron ganados por factores políticos aliados a los cuales dicha organización les presto su apoyo.

### Elecciones Estudiantiles 2009
En el año 2009 se convocaron elecciones de co-gobierno universitario para el cual los movimientos opositores decidieron presentar una sola formula en la cual se aglutinaban el 80% de las fuerzas electorales contrarias al gobierno nacional y adectas a la entonces presidencia de la FCU, confrontando de igual manera a la coalición chavista quien se agrupó con el mismo objetivo, luego de los comicios resultaron elegidos en Alfredo Contreras y Olivia Rondón como representantes ante el Consejo Universitarios, ambos provenientes del movimiento 13.

### Elecciones Estudiantiles 2011
Luego de casi 4 años se convocan a elecciones de co-gobierno en donde el Movimiento 13 obtiene 1 escaño de representación estudiantil en el Consejo Universitario, cuando la Br. Gaby Arellano se alzó como la más votada en las elecciones del 25 de mayo del 2011, al frente de la plancha (Autonomía y Libertad), en donde también se alzaron victoriosos Leonardo Briceño del Movimiento 20 (Mesa de la Unidad Democrática) y Mervin Maldonado de Utopía 78 (Frente Chavista Universitario), en esta misma elección la "Trece" logró 3 consejeros suplentes ante el mencionado consejo: Villca Férnandez, Augusto García y Alirio Arroyo, además de diferentes representantes en los demás órganos de co-gobierno universitario.

### Elecciones Estudiantiles 2014
Para las elecciones estudiantiles de gobierno y co-gobierno del año 2014 la trece presentó su propia candidatura a la FCU en alianza con otras 21 organizaciones estudiantiles y el apoyo de 11 partidos políticos dentro y fuera de la Mesa de la Unidad Democrática siendo su abanderada la Br. Gaby Arellano dirigente juvenil del partido Voluntad Popular y estudiante de la carrera de Historia de la Facultad de Humanidades y Educación de esta casa de estudios, junto a ella se postularon los bachilleres Carlos Alfredo "Pancho" Ramírez (M-13) a la presidencia adjunta y Eloi Araujo (L-23) a la secretaria general de este órgano de gobierno estudiantil, así como Miguel Gómez (L-23), Orlando Atacho (E-10), Oscar Salazar (M-28), Yeison Lastre (U-48) y Janneth Contreras de (Reacción) junto a la propia Gaby Arellano al Consejo Universitario, obteniendo una alta pero cuestionada votación la cual no le alcanzó para ganar la Federación de Centros Universitarios frente a su principal oponente Jorge Eliezer Arellano del Movimiento 20 y parte de la Mesa de la Unidad Democrática, logrando consolidar un solo curul en el máximo órgano legislativo de la ULA. En estos mismos comicios la TRECE se alzó con tan solo 5 centros de estudiantes con candidatos propios en las escuelas de: Letras, Música, Contaduría y Administración, Nutrición y Dietética, y Economía; así mismo la alianza conquistó otros 5 más: Ingeniería Civil, Ingeniería Mecánica, Ingeniería Química, Diseño Industrial y Derecho.

### Elecciones Estudiantiles 2020
Luego de seis años de los anteriores comicios electorales, el ente rector en la materia aceptó la solicitud del sector estudiantil de llamar a un nuevo proceso en el que se escogiera la nueva dirigencia del sector en particular, movimiento impulsado por un sector al que se denomino Comité de Conflicto Estudiantil el cual consolidó su trabajo con la aceptación del propio presidente vigente quien avaló la convocatoria ante la Comisión Electoral, siendo fijada la fecha para el 29 de enero de 2020. Rumbo a la fecha del comicio se postularon varias alternativas, ente ellas la formula del Movimiento 13 de marzo la cual sería encabezada por el dirigente Carlos Alfredo "Pancho" Ramírez en la espera de una alianza superior para lograr recuperar la Federación de Centros de Estudiantes Universitarios. Una vez superado el proceso formal de inscripción la Formula del M-13 se consolidó con el apoyo de sectores políticos como la Juvenil de Acción Democrática, la juvenil de Un Nuevo Tiempo y una fracción del partido Voluntad Popular quienes al final no lograron ganar las elecciones en un proceso cuestionado por manipulación de votos en la Facultad de Medicina y sus respectivos núcleos y extensiones, en el cual se alzó victoriosa la alianza de la candidata Ornella Gómez y Joel Zerpa de Primero Justicia y otra fracción del partido Voluntad Popular, sin embargo el Movimiento 13 de marzo consolidó la victoria el centro de estudiantes de Administración y Contaduría, Nutrición y Dietética, Idiomas Modernos, Música y TSU en Forestal, así junto a su alianza lograron la mayoría de los centros de estudiantes de la casa de estudios universitarios.
En la actualidad la "Trece" no solo se ve representada en cargos estudiantiles ya que muchos de sus militantes forman parte de instituciones sindicales universitarias como APULA y SIPRULA como Rafael Cuevas, Jorge Bastidas, Eric Uzcategui, Dionis Dávila, entre otros, así como órganos de contraloría y administración de recursos como el FONJUTRAULA. De igual forma ha tenido autoridades profesorales postuladas desde sus filas como Laura Luciani Toro, ex decana de la Facultad de Ciencias Económicas y Sociales y Joey Freites exdecano de la Facultad de Medicina.